# フェイト/タイガーころしあむ
『フェイト/タイガーころしあむ』 （Fate/tiger colosseum）は、2007年9月13日に発売されたTYPE-MOONのビジュアルノベル『Fate/stay night』を原作とする対戦アクションゲーム。2.5頭身にディフォルメ化されたキャラクターたちが登場する。2008年8月28日には続編として新要素を追加した『フェイト/タイガーころしあむ アッパー』（Fate/tiger colosseum UPPER、以下「アッパー」と記す）が発売された。

## 作品内容
内容はギャグ一直線（一部シリアスあり）。『hollow ataraxia』の後日談的な世界観だが、直接的な繋がりは無く設定も統一されていない、外伝的な作品である。Fateシリーズ初のアクションゲームで、ストーリー画面ではフルボイスとなっている。

### 主題歌
いずれも「フェイト/タイガーころしあむ オリジナル・サウンドトラック」に収録。
OPテーマ「Ready go!」
歌・作詞 - 榊原ゆい / 作曲・編曲 - DJ SHIMAMURA
アルバム「Ultimate A-Style」にJAKAZiD J-Core Remixが収録されている。
EDテーマ「SAYONARAじゃない。」
歌 - 榊原ゆい / 作詞 - くまきり / 作曲・編曲 - lkee
通常.verに加えupper.ver（編曲：DJ SHIMAMURA）、ballad.verの3種類。

### 特盛限定版
通常版の他に以下のグッズが同梱された限定版も同時発売された。
- ドラマCD“虎の威を借るケモノたち”
- A4判フルカラー設定資料集
- 特製ポーチ
- A4サイズクリアポスター

## フェイト/タイガーころしあむ アッパー
無印版の続編として発売。システムはほぼ前作と同様で、難易度等に微調整が加えられているほか、多少のアップデート要素もある。Fateシリーズのみならず、他のTYPE-MOON作品からも操作キャラクターが追加されているが、一方でストーリーモードが存在しない既存キャラクターもいる。ストーリーも前作を踏襲している
。

### 主題歌（アッパー）
OPテーマはコミックマーケット74で発売された福袋にて先行販売。「フェイト/タイガーころしあむ アッパー オリジナル サウンドトラック」にショートバージョンが収録。
OPテーマ「Try Real!」
歌・作詞 - 榊原ゆい / 作曲・編曲 - DJ SHIMAMURA
挿入歌としてマジカルアンバー.ver（歌 - マジカルアンバー / 作詞 - つくりものじ）が使用されている。
EDテーマ「SAYONARAじゃない。」
歌 - 榊原ゆい / 作詞 - くまきり / 作曲・編曲 - lkee
通常.verに加え、アップ.ver（編曲 - DJ SHIMAMURA）の2種類。ballad.verは挿入歌として使用されている。
挿入歌「Ready go!」
歌・作詞 - 榊原ゆい / 作曲・編曲 - DJ SHIMAMURA

### MEGAMORI BOX
通常版の他に以下のグッズが同梱された限定版も同時発売された。
- タロットカード“タイガーカードウルトラ”
- タロットバインダー
- ドラマCD“猫の手も借るケモノたち”
- 極上スペシャルDVD
- A4判フルカラー設定資料集

## ゲームシステム

### モード
ストーリーモード
全キャラクター分用意されているオリジナルストーリーが展開されるモード。全7話で構成され、1話に1回のバトルがある。
フリーバトル
キャラクター・チーム・ルール・ステージなどを自分で設定してコンピュータと戦うモード。なお変更できる設定はストーリーモードで獲得した設定のみ変更ができる。
ネットワークバトル
虎祭と呼ばれるネットワーク対戦モード。最大4人までが参加できる。
エクストラ
「アッパー」で追加されたモード。ゲームをプレイしていると獲得できるtm（タイガーマネー）を消費して、キャラクターイラスト・BGM・シナリオ・ムービーを閲覧できるようになる。『フェイト/タイガーころしあむ』のUMDがあると、『フェイト/タイガーころしあむ』のシナリオも閲覧可能になる。

### バトルルール
タイムバトル
制限時間中で最もタイガーポイントを多く獲得したキャラクター、ないしチームが勝利する。
ポイントバトル
設定されたタイガーポイントを最も早く獲得したキャラクターが勝利する。
バトルロイヤル
最後まで倒されずに残ったキャラクターが勝利する。なおタイガーポイントは存在せず、一度倒されると復活はできない。
『アッパー』では全キャラクターの防御力が3倍となるバトルロイヤル2が追加された。
タイガーボール争奪
タイガーボールを最も長く所持していたキャラクター、ないしチームが勝利する。タイガーボールを所持していると徐々にタイガーポイントが加算されるが、敵キャラクターを倒してもタイガーポイントは加算されない。

## ストーリー

### フェイト/タイガーころしあむ
ある日、衛宮士郎が目を覚ますと、冬木市はあたまの悪い結界に包まれていた。「毎度おなじみ、聖杯戦争、聖杯戦争でございます。ご不要になった夢希望、もう諦めた野望などがございましたら、お気軽にコロシアムにおいでください」響き渡る謎の声。街中に蔓延する対戦ムード。失われた令呪。次々と凶暴化するマスターとサーヴァントたち。そして、誰もが思った。「藤ねえの仕業だ。」いま、虎聖杯をめぐる新たな戦いが始まる。

### フェイト/タイガーころしあむ アッパー
藤村大河の家に流星が落ちた。人的被害は無かったものの、その焼け跡から謎のネコガタ生物が現れる。「我々 ハ インベーダー ダヨ」混乱に陥る冬木市、その中で誰もが思ったのは、「もう虎聖杯関係無くない?」

## 登場キャラクター
コスチュームは『タイガーころしあむ』 + 『タイガーころしあむ アッパー』追加分。
以下、詳細は『Fate/stay night』の登場キャラクターないし『Fate/hollow ataraxia』、『月姫』の登場キャラクターを参照。
衛宮士郎（えみや しろう）
声 - 杉山紀彰
虎力：7
コスチューム：制服、私服
武器：スパナ タイプ：近接
必殺技：干将・莫耶投擲
超必殺技：是、射殺す百頭（ナインライブズ ブレイドワークス）
頭の悪い結界に覆われた影響か虎グッズの馬鹿売れに伴い、大河によって「マストアイテム」と称され家の内装が全て虎柄にされてしまう。そろそろこの異変を止めなければならないと思い、容疑者に釘を刺す事を決意した。
『アッパー』ではアイリや凛たちに振り回される突っ込み役として登場。
セイバー
声 - 川澄綾子
虎力：9
コスチューム：戦闘服、私服、セイバーライオン（『アッパー』では別キャラクター） + 男装、水着
武器：エクスカリバー+風王結界 タイプ：近接
必殺技：約束された勝利の剣（エクスカリバー）
超必殺技：全て遠き理想郷（アヴァロン+エクスカリバー）
特性：超必殺技は攻撃と同時に自分のHPを全回復させる。
突然士郎・凛・桜の味覚がおかしくなってしまった。桜が薦めたひつまぶしご飯は真っ黒い穴子ののったご飯、凛が薦めたかに玉は大河が作ったお好み焼きのようなカニカマが入ったもの。挙句の果てに士郎が薦めたキクラゲはどこで入手したのか、クラゲであった。この異変には魔術的な何かが関連しており、魔力抵抗の強い自分だけが掛からなかったと推測したセイバーは美味しいご飯を再び口にする為、犯人捜しに奔走する。
『アッパー』では同居しているセイバーライオンに姉として厳しく接している。
遠坂凛（とおさか りん）
声 - 植田佳奈
虎力：7
コスチューム：私服（裸眼、メガネ）、制服、軍服 + 水着
武器：ガンド タイプ：遠距離
必殺技：魔術宝石投擲
超必殺技：宝石剣ゼルレッチ
たまたま置いてあったライダーのものらしき魔力を帯びた眼鏡を付けてしまい、胸がまっ平らになってしまった。その上、眼鏡も外せないという始末。桜に見つかる前に窓から脱出するも、運悪く慎二に見つかってしまう。そして倒した慎二にも眼鏡がかかっており、「こうして他人にも眼鏡をかけさせていく（魔力の媒体を分散させていく）事で、眼鏡を外せるかもしれない」と思い「眼鏡の鬼」として暴れまわる。
『アッパー』では謎の物体が落下した藤村邸に向かい、士郎とともに行方不明の大河を探す事になるが衛宮邸であっさり発見する。しかし大河はお嬢様のようなふるまいでかつ語尾に「にゃ」と付ける別人のように変わってしまっていた。大河を倒すと原因と思われる菌を発見。その原因を突き止めるために奔走する。
間桐桜（まとう さくら）
声 - 下屋則子
虎力：4
コスチューム：制服、戦闘服、ドレス + 水着
武器：フライパン タイプ：近接
必殺技：弓乱射
超必殺技：弓散射
ある日、義兄の慎二が小さくなってしまった。慎二の話によれば、彼の体は7つに分けられてしまったらしい（キャスターの仕業）。「もし元に戻してくれたら衛宮との仲を取り持ってあげるよ」という条件付きで、ライダーと共にちび慎二を探す。
『アッパー』では突然凛からすぐに遠坂邸に来るようにとの不審な電話がかかってくる。ライダーとともに凛を探すが、怪しいシスターやバケネコと遭遇し事態は更に混乱してゆく。
ランサー
声 - 神奈延年
虎力：9
コスチューム：戦闘服、私服
武器：ゲイ・ボルグ タイプ：近接
必殺技：刺し穿つ死棘の槍（ゲイ・ボルグ）
超必殺技：突き穿つ死翔の槍（ゲイ・ボルグ）
ある日なぜか生きていて教会にいる綺礼（『hollow ataraxia』の時点で綺礼が生きている平行世界は存在しない為、一応続編にあたるこの作品でも生存している事はおかしいのだがその理由はカレン、バゼットのストーリーで明かされている）に虎聖杯の事を教えられたランサー。あろう事に綺礼はランサーに「死ぬまでホットドッグを食べ続けろ」という願いを思い付き、ランサーはそれを阻止すべく綺礼に懐柔された人物を倒しながら虎聖杯のある場所へ向かう。そして最終決戦前にはある意外な人物と闘う事に。
『アッパー』ではカレンのサーヴァントとして現界しており、ナンパなど現代に溶け込んで生活している。
ライダー
声 - 浅川悠
虎力：8
戦闘服（マスク、メガネ）、私服 + ライダースーツ、水着
武器：ダガー タイプ：近接
必殺技：天馬召還（ベルレフォーン）
超必殺技：騎英の手綱（ベルレフォーン）
特性：超必殺技は遠方のキャラクターでも攻撃可。
ある魔術師に作ってもらった「魔眼封じ」を更に改良した「魔法の眼鏡」を掛けるのを楽しみにしていたライダー。しかし、何者かによって眼鏡が盗まれていた。眼鏡を盗んだ犯人を捕まえ、眼鏡を取り戻すべく凛同様「眼鏡の鬼」として闘いに赴く。ストーリー内容から解るように、凛のストーリーをライダー視点で見たものである。
『アッパー』では主に桜とともに行動している。カレンに膨大な衣装を用意された時にはかなり興味を示しており、ライダースーツ姿も気に入っている。
キャスター
声 - 田中敦子
虎力：6 / 7
コスチューム：戦闘服、私服、制服
武器：魔術 タイプ：遠距離
必殺技：破戒すべき全ての符（ルール・ブレイカー）
超必殺技：神言詠唱
特性：必殺技はHPではなくMPを攻撃。
愛する夫・宗一郎の授業を見たいが為に桜を呼び出し、結局戦闘になるも制服を奪う事に成功したキャスター。しかしバストサイズの都合で着れず仕方なく「周りからは制服を着ているように見える魔術」を自身に掛けて学校に向かうが途中で凛に出会い、今日は午前中までの授業である事を知らされる。そして、制服姿をしている（ように見える）自分を目撃した者を問答無用で口封じの為叩きのめしていく羽目に。
『アッパー』では柳洞寺で静かに過ごしている。高級魔術礼装である自分の杖を盗んだファンタズムーンには、杖を返すように幾度となく迫っている。
アーチャー
声 - 諏訪部順一
虎力：10
コスチューム：戦闘服、私服
武器：干将・莫耶 タイプ：近接
必殺技：偽・螺旋剣（カラドボルグ）
超必殺技：無限の剣製（アンリミテッドブレイドワークス）
特性：超必殺技は自分を除くステージ上の全てのキャラクターを攻撃。
虎聖杯戦争が勃発している事を察知したアーチャーはそれを終わらせるべく、正義の味方として冬木市のあちこちで戦闘を行う者達と闘う。また第7話の大河との会話では責任こそ取らす物の彼らしくない敬意を払った親しみ込めた言葉を述べている。なお、バトル終了後の会話で大河が「うう……強く……なったね………し………ろ………」と言って倒れる。
『アッパー』では凛と行動している事が多い。
バーサーカー
声 - 西前忠久
虎力：60
コスチューム：戦闘服
武器：斧剣 タイプ：近接
必殺技：なし
超必殺技：なし
特性：11回までは倒されても倒された事にならずに復活する（『アッパー』ではその場で復活する）。ただし士郎の超必殺技は9回、アーチャー・大河・アヴェンジャーの超必殺技は6回分のダメージになる。
ある日、大河に虎聖杯戦争への参加を勧誘されたイリヤとバーサーカー。バーサーカーにも願いを叶える権利はあるが、彼は喋れない。そこで大河は虎聖杯の力でバーサーカーを喋られるようにしたがバーサーカーは口調、性格共に紳士となってしまう（原作者の奈須きのこ曰く本来の口調であるとのこと）。そして、紳士化したバーサーカーはイリヤと共に虎聖杯戦争に参加する事になる。
『アッパー』では虎聖杯戦争が終わった後にもかかわらず、未だに喋る事ができる。元に戻った後もイリヤとともに行動し、アイリにはバサカちゃんと呼ばれている。なぜかセイバーライオンと意思疎通ができる。
アサシン
声 - 三木眞一郎
虎力：7
コスチューム：戦闘服
武器：物干し竿 タイプ：近接
必殺技：燕返し
超必殺技：なし
特性：MPが存在せず、必殺技にはMPは関与しない。
何者かによって門番としての戒めを外されたアサシン。息抜きとして可愛い小鳥達（美少女）と戯れようと街に赴いたのだが、所々で虎聖杯を巡る争いに巻き込まれる。
『アッパー』では虎聖杯戦争は終了しているが柳洞寺を離れる事はできるようで、たまに街に出ているようである。もっとも普段は山門にいるようだが。
イリヤスフィール・フォン・アインツベルン (Illyasviel von Einzbern)
声 - 門脇舞以
虎力：5
コスチューム：私服、ブルマ + 水着
武器：パンチ&キック タイプ：近接
必殺技：なし
超必殺技：バーサーCAR
特性：超必殺技は自分を除くステージ上の全てのキャラクターを攻撃。
バーサーカーと共に入浴していたイリヤ。だが衣服が無い。やってきた桜に渡されたのは、事もあろうにブルマという始末。その後桜を倒したイリヤは虎聖杯を巡る聖杯戦争の事を知り、バーサーカーと共に参戦する。
『アッパー』ではなぜか人語を話すバーサーカーの問題を解決するためにキャスターを訪ねるが、柳洞寺でイリヤの苦手とする（バケ）ネコの集団に遭遇する。なんとか衛宮邸に生還するのだが、そこで士郎から父である切嗣と成長したイリヤのような女性の情報を入手する。真相を確かめるために独りイリヤは冬木市の探索へ向かう。
間桐慎二（まとう しんじ）
声 - 神谷浩史
虎力：1
コスチューム：制服、王者の服（嘘）
武器：素手 タイプ：近接
必殺技：黒の刃
超必殺技：なし
特性：必殺技は対象のHPを徐々に減らしてゆく。
イケメンの慎二はいつでもどこでもモテモテ。美女に追いかけられ、モテない男達に恨まれ自分の分身を刺客として送られたりと大忙し。真の美しさを護る為、闘え慎二!負けるな慎二!このストーリーは最後だけ桜のストーリーと関連性がある。
『アッパー』では目の前で崩壊した藤村邸から出てきたネコアルクをにゃんこ先生と呼んで、ネコアルクの使命に協力する事になる。本作ではあだ名である「ワカメ」がより強調されている。
葛木宗一郎（くずき そういちろう）
声 - 中多和宏（第1作） / 石塚運昇（アッパー）
虎力：5
コスチューム：スーツ
武器：素手+強化 タイプ：近接
必殺技：蛇
超必殺技：なし
特性：MPが存在せず、必殺技にはMPは関与しない。
虎聖杯を巡る闘いで、キャスターが負傷してしまう。キャスターの持っている薬を自分が飲み、見事にギルガメッシュから虎聖杯を奪う事に成功するもその薬の副作用という代償は余りにも大きかった。副作用に蝕まれる体に鞭打ち、宗一郎はキャスターの願いの為に虎聖杯を求める者と闘う。本作では唯一シリアスなストーリー。
『アッパー』では平穏に暮らしており、新都で暴れる凛に停学をちらつかせるなど教師としての一面も見られる。
真アサシン（しんアサシン）
声 - 稲田徹
虎力：6
コスチューム：戦闘服
武器：ダーク タイプ：遠距離
必殺技：妄想心音
超必殺技：なし
ある日、自分のマスターである魔術師（間桐臓硯）が風邪を引いたらしい。忠誠を誓うマスターを元気づける為買い出しに出たところ、謎の占い師（正体は大河）に虎聖杯の事を教えられる。そして最初の試練であるバーサーカーの撃破に成功し、その後も行く先々でもめている人々を見つけては首を突っ込み彼らを倒す事で解決してゆく。それが大河達の策略とも気付かずにいる。
『アッパー』ではマスターの孫である慎二とともに行動する事が多い。
黒桜（くろさくら）
声 - 下屋則子
虎力：8
コスチューム：戦闘服
武器：アンリマユ タイプ：近接
必殺技：聖杯の力
超必殺技：なし
お馴染みタイガー道場の師弟は、この聖杯戦争に黒さが足りない事に悩んでいた。そこで彼女達は結論として、黒桜の参戦を決める。
『アッパー』では固体としての黒桜はいないようだが、桜が時に黒桜に変貌する事がある。
セイバーオルタ
声 - 川澄綾子
虎力：9 / 10
コスチューム：戦闘服（裸眼、マスク）+私服
武器：黒エクスカリバー タイプ：近接
必殺技：黒エクスカリバー
超必殺技：なし
黒桜、そしてなぜかバーサーカーと共に間桐家で食事をするセイバーオルタ。虎聖杯の話を聞き、士郎を自分のモノにして毎日食事を作らせる係にしようと企む。
『アッパー』ではセイバーライオンとならんで第3のセイバーとして現界している。
ギルガメッシュ
声 - 関智一
虎力：12
コスチューム：戦闘服、私服
武器：乖離剣・エア タイプ：近接
必殺技：王の財宝（ゲート・オブ・バビロン）
超必殺技：天地乖離す開闢の星（エヌマ・エリシュ）
大河に騙され、真アサシンの時と同じように邪魔な参戦者を倒している事にも気付かず庶民の事を知る為にギルガメッシュは冬木市を闘い歩く。
『アッパー』ではカレンのサーヴァントとして言峰教会に住んでおり、相変わらずセイバーに執着している。
言峰綺礼（ことみね きれい）
声 - 中田譲治
虎力：7 / 9
コスチューム：修道衣
武器：聖杯の泥 タイプ：遠距離
必殺技：この世全ての悪（アンリマユ）
超必殺技：なし
記憶を失った綺礼は暴れ牛（バーサーカー）に襲われる少女（イリヤ）を目撃、暴れ牛を倒す。そして大河とイリヤに言い包められ、知らないうちに虎聖杯戦争に参加。そこで出会った凛達に弄られ、更に「他人に出会ったら勝負を挑むのが作法」と嘘を教えられ会う人に戦いを挑むサラリーマンと化す。
『アッパー』では未だに現界しており、セイバーライオンをストーキングしながらナレーションをしている。
藤村大河（ふじむら たいが）
声 - 伊藤美紀
虎力：5
コスチューム：私服、胴着 + アフロ
武器：虎竹刀 タイプ：近接
必殺技：タイガー乱舞
超必殺技：タイガーアポカリポス
特性：超必殺技は自分を除くステージ上の全てのキャラクターを攻撃。
今回、ゲームの主役となった大河は虎聖杯に「みんなの願いが叶いますように」と願いを掛けた。だがそれが原因で虎聖杯戦争が勃発、最終的には世界が滅ぶとカレンに告げられ世界を救う為に立ち上がる。大河のストーリーモードでは普通の対戦可能人数よりも多めに敵が出てくる事がある。また、第4話まではさりげなくセイバーオルタが敵として参戦している。
『アッパー』ではネコアルク墜落の際に精神が身体を抜けて宇宙に漂っていた。そこに同じく宇宙にいたネコアルクに助けられ、諸悪の根源をマジカルアンバーと教えられる。アンバーを倒すためには各惑星の最強種であるアルティメット・ワンから力をもらう必要があるという。大河とネコアルクは協力してアンバーを倒すために、士郎をはじめとする知人によく似たアルティメット・ワンと戦いながら宇宙を旅する。
カレン・オルテンシア (Caren Hortensia)
声 - 小清水亜美
虎力：6
コスチューム：私服、戦闘服
武器：マグダラの聖骸布 タイプ：近接
必殺技：自爆
超必殺技：なし
特性：必殺技は攻撃後に自分も倒れる。なお敵キャラクターにタイガーポイントは加算されない。
新たに言峰教会を任されたカレンであったが綺礼によって鍵が掛けられており、中に入れない。綺礼を完膚なきまでに叩きのめすべく、圧倒的な戦力（例えるなら竜牙兵に対する真祖ぐらい）を集めるために街に赴く。彼女ルートの最後で綺礼は「似ているのは、面影だけか」と、意味深な事を言っている。
『アッパー』では虎聖杯戦争の事後処理を完了し教会に虎聖杯は単なる魔術品と報告するが、実際には虎聖杯を利用して冬木市をより自分に都合よく管理しようとしていた。なお今作では綺礼との親子関係が明言されている。
バゼット・フラガ・マクレミッツ (Bazett Fraga Mcremitz)
声 - 生天目仁美
虎力：6
コスチューム：私服 タイプ：近接
武器：ルーンを刻んだ手袋
必殺技：連撃
超必殺技：フラガラック
特性：超必殺技は敵キャラクターの必殺技・超必殺技（ステージ全体に攻撃する超必殺技を除く）発動中にのみ発動可能。
聖杯戦争が起きている事を知ったバゼットは、自身の存在理由の為に聖杯戦争に参戦するもどこもかしこも平和な日常があるばかり。だが聖杯戦争が起きている事は間違いないので、とりあえず出会う人々と闘う事に。バゼットのストーリーでは最終決戦でセイバー、凛、桜が第3のコスチューム（セイバーライオン、リンリッチ、プリンセス・ブロッサム）を着て現れるが凛曰く「ヒロインの特権」のお陰らしい。更にステージBGMがOPテーマになっている（コレもヒロインの特権?）。
『アッパー』では早い内から魔法少女因子と猫耳菌が冬木市に蔓延している事を突き止め、アヴェンジャーを率いて冬木市を巡回している。
セイバーライオン
声 - 川澄綾子
虎力：9 / 8
コスチューム：毛皮
武器：ニクスカリバー タイプ：近接
必殺技：約束された勝利の剣（エクスカリバー）
超必殺技：約束された勝利の剣（アヴァロン+エクスカリバー）
特性：超必殺技は攻撃と同時に自分のHPを全回復させる。使用キャラクターとしてはセイバーと同一だが、『アッパー』では別キャラクターとして差別が図られている。
虎聖杯によって異界から生み出された獣。どうみてもライオンの着ぐるみを着たセイバーにしか見えない。セイバーの第3コスチュームであり、このゲームのマスコットキャラクターである。ドラマCDでは「萌えキャラになりたい」というセイバーの願いによってセイバーが変身した。セイバーなので性別は女なのだが、ライオンの着ぐるみはどう見ても雄ライオン。この言い訳として、公式サイトのタイガー道場出張版で「鬣は脱着可能」と大河が言い訳している。
『アッパー』では虎聖杯戦争終了後も衛宮邸に残留し続けており、セイバーを姉と慕っている。ある日自分の身体に異変を感じ、カレンに魔力欠乏のために身体が維持できないからだと聞かされる。その解決策としてサーヴァントたちを倒して魔力を補充する事を薦められたセイバーライオンは、魔力を求めて冬木市を徘徊する。
???
声 - 高野直子
全キャラのプロローグのナレーションや大河編での大宇宙の意思とかで登場する存在。その正体は愉快形魔術礼装「カレイドステッキ」の人工天然精霊「マジカルルビー」のアバター。要するに黒幕。大河に騙って虎聖杯戦争を間接的に引き起こした。
『アッパー』では「カレイドステッキ」として正式に登場。詳細は#ルビーちゃんを参照。

### アッパーからの追加キャラクター
アヴェンジャー
声 - 寺島拓篤
虎力：7
コスチューム：戦闘服
武器：左歯噛咬（タルウィ）・右歯噛咬（ザリチェ） タイプ：近接
必殺技：偽り写し示す万象（ヴェルグ・アヴェスター）
超必殺技：無限の残骸（アンリミテッド・レイズ・デッド）
特性：必殺技を発動中、自分のダメージを攻撃主体にも与える。超必殺技は自分を除くステージ上の全てのキャラクターを攻撃。
なぜか現界しているアヴェンジャーはバゼットとともに突如冬木市に現れたネコアルクを追っていた。そこでネコアルクがロケットのように飛び去るのを見てアヴェンジャーはネコアルクに興味を抱き、しつこく追い回して行く。
衛宮切嗣（えみや きりつぐ）
声 - 小山力也
虎力：8
コスチューム：私服
武器：キャリコM950・ワルサーWA2000 タイプ：遠距離
必殺技：固有時制御（time alter）
超必殺技：魔術回路断裂（コンテンダー）
特性：通常攻撃は複数回攻撃。必殺技を発動中、自分以外のキャラクターの移動速度が遅くなる。超必殺技は対象のMPを0にして一定時間MPの使用を不可能にする。
死んでいるはずの切嗣が眼を覚ますと、なぜか目の前に妻のアイリがいた。話の噛み合わない所のある2人ではあったが、突然やってきた猫耳の二人組にアイリが誘拐されてしまう。途中、養子の士郎や娘のイリヤに出会いながらもアイリを探すために冬木市を駆け回る。
アイリスフィール・フォン・アインツベルン (Irisviel von Einzbern)
声 - 大原さやか
虎力：5
コスチューム：私服
武器：針金細工 タイプ：近接
必殺技：アヴァロン治療
超必殺技：切嗣マン
特性：必殺技を発動中、自分のHPを徐々に回復させる。超必殺技は遠方のキャラクターでも攻撃可。
切嗣・アイリの生き残った平行世界から、なぜか宝箱の中に入っていたアイリは謎の電話連絡を受ける。電話はスルーするのだったが自分のいる場所がかつて聖杯戦争を戦った冬木市である事が判明し、居なくなった切嗣やイリヤを探すために行動する。
ネコアルク
声 - 柚木涼香
虎力：6
コスチューム：私服
武器：爪・ハンマー・光線銃 タイプ：近接
必殺技：ウルニャリン
超必殺技：ビーム二本釣り
特性：空中でダッシュができる。超必殺技は自分を除くステージ上の全てのキャラクターを攻撃。
藤村邸に墜落したネコアルクは記憶を無くしてしまっていた。そこに偶然居た慎二に覚えている限りの事情を断片的に話すと「全ての美女を猫耳化する」という使命を受けたのだと勝手に解釈され、満更でもないネコアルクは慎二とともに美女を探して歩き回る。実はコスモパトロールの一員で指名手配されているマジカルアンバーを逮捕するために地球に飛来、しかし分裂した所をアンバーに撃墜されたのだった。藤村邸に落ちたネコアルクはその内の1人。またファンタズムーン（アルクェイド）とは互いが認識することが出来ない関係らしい（と言うよりアルクェイドが一方的に無視している）。
カレイドルビー (Kaleido-Ruby)
声 - 植田佳奈
虎力：9
コスチューム：戦闘服
武器：カレイドステッキ タイプ：遠距離
必殺技：紅き弾道（スカーレッド・スカッド）
超必殺技：カレイドアロー
特性：必殺技は複数回攻撃。
カレイドルビーに変身した凛は、カレイドステッキの指示を受け入れて世界の平和を守るために衛宮邸に降臨する。訝しがるシェロ（士郎）を引き連れて、魔女っ娘因子を持つ少女たちを探すために冬木市を駆け回る。
ファンタズムーン (Phantas-Moon)
声 - 柚木涼香
虎力：12
コスチューム：戦闘服
武器：キャスターの杖 タイプ：近接
必殺技：偽・空想具現化（マープル・ファンタズムーン）
超必殺技：秩序再構成（みんな仲良くネ）
特性：必殺技は発動すると所持不所持にかかわらずタイガーボールを消失させ、全員のHPを1にする。超必殺技は全員のタイガーポイントを均等に分配する（余剰は自分に加算される）。
アンバーに誘われて、空気を読んでマジカル四天王の一角として冬木市に舞い降りた真祖・アルクェイド。冬木の平和を守るためにとりあえず正義の味方を気取って悪そうな慎二を倒してみるが同志の士郎に正義の味方のすべき事を諭され、「悪い魔術師」を倒すために冬木を走る。
ルビーちゃん
声 - 高野直子
虎力：10
コスチューム：杖
武器：自身 タイプ：近接
必殺技：変身琥珀形態（チェンジ・マジカルアンバー）
超必殺技：なし
特性：必殺技はマジカルアンバーに変身する。
世界を面白おかしくする事を楽しみとする、魔法使いゼルレッチの魔術礼装カレイドステッキのアバターであるマジカルルビー。平行世界の凛をカレイドルビーにしたり、起源を同じくするマジカルアンバーと同化したりと冬木市どころか宇宙を巻き込んで混沌を巻き起こす。
マジカルアンバー (Magical-Amber)
声 - 高野直子
虎力：10
コスチューム：戦闘服
武器：竹箒 タイプ：近接
必殺技：強制魔術注射（カレイド・ドラッグ）
超必殺技：なし
特性：ストーリーモードでのみ使用可能。通常はルビーちゃんからの変身が必要。
通販で購入した商品が届かず、憤ったアンバーは経由地点である地球へと向かう。しかしそれをキャッチしたネコアルクの追撃を受け、撃退したアンバーは同時に地球の少女たちを魔女っ娘にするために暗躍する。マジカルルビーとは起源を同じくする者であり、起源とは遠野家使用人の琥珀である。
マジカルカレン (Magical-Caren)
声 - 小清水亜美
虎力：11
コスチューム：戦闘服
武器：ラブアース・ディザスター タイプ：近接
必殺技：どきどきトゲ審判
超必殺技：ごちそうさん泰山
特性：超必殺技は攻撃成功後、自分のHPを回復させる。
自らの冬木市管理計画に邪魔になりそうなマジカルアンバーを駆除しようとするカレンであったが、逆にアンバーの後継者として魔法少女になってしまう。色モノ化に強く反抗するカレンであったが、アンバーに煽てられて魔法少女となる。後に過去のマジカルカレンの存在を思い出したカレンは全ての始まりであるネコアルク墜落の日に逆行し、紙袋を被って正体を隠しながら自分の知る歴史を辿るために暗躍する。魔法少女としての名前を次々と考えるが、他人にはマジカル紙袋と認知されている。

## ステージ
各ステージには昼と夜の2パターンが存在する。
衛宮邸
衛宮士郎の住んでいる和式の邸宅。室内には入れず屋外が舞台となる。岩伝いに屋根の上に登る事ができる。
アインツベルン城
イリヤスフィールの住んでいる洋城。エントランスホールと大階段が舞台となる。1階と2階につずつのワープポイントがあり一度入った箇所にはセラかリーゼリットが出現し、通航不可となる。ただし別のワープポイントが利用されると通行可能となる。
教会
カレンの住んでいる言峰教会。教会の正面広場と外国人墓地が舞台となる。広場と墓地を結ぶワープポイントがある。
大橋
深山町と新都を繋ぐ大橋。海浜公園と海へ注ぐ未遠川が舞台となる。階段を下りるか柵を飛び越える事で未遠川に入る事ができる。
山門前
円蔵山の頂に立つ柳洞寺。正面の長階段が舞台となる。階段による高低差がある。また左右の木の上に乗る事もできる。
新都ビル
新都駅前のビル街。センタービルの周辺が舞台となる。階段で歩道橋の上に登る事ができる。またジャンプポイントがあり、一定時間ジャンプし続けてセンタービルの屋上へ移動できる。なおビル屋上には地上への一方通行のワープポイントがある。
コロシアム
大河の願いによって出現した、虎聖杯の選定場タイガーコロシアム。円形闘技場を模しており、中央を低地とした段差がある。

### アッパーからの追加ステージ
わくわくざぶーん
ギルガメッシュの経営する大型全天候プール。ウォータースライダーを伝うと2階に移動できる。波のプールでは波に当たると隙ができる。なお波が起こる際にはヒロインたちの声が響く。
ルビーランド
異空間に浮かぶ、超巨大カレイドステッキの上。独特の形とやや曲面の地上が舞台。夜ステージは「地獄」。
天の逆月
冬木市の上空にある偽りの四日間を具現していた黒い月。障害物や段差のない円形のステージ。夜ステージは「宇宙」。

## スタッフ
- シナリオ原案 - 奈須きのこ
- シナリオ
  - タスクオーナ
  - ハラオ
  - 春野友矢
  - 磨伸映一郎
  - 武梨えり[4]
  - ホネ[4]
  - 奈須きのこ
- キャラクターデザイン - ヒライユキオ
- キャラクター原案 - 武内崇
- プロデューサー - 原田真幸
- オープニングアニメーション制作 - J.C.STAFF
- 監修 - TYPE-MOON

## 関連商品

### 書籍
フェイト/タイガーころしあむ ザ・コンプリートガイド（2007年11月10日発売）
アスキー・メディアワークス発行。ISBN 978-4-8402-4075-8
フェイト/タイガーころしあむ アッパー ザ・コンプリートガイド（2008年9月5日発売）
アスキー・メディアワークス発行。ISBN 978-4-0486-7298-6

### 音楽
「フェイト/タイガーころしあむ オリジナル・サウンドトラック」（2007年9月27日発売）
『フェイト/タイガーころしあむ』のサウンドトラック。主題歌も収録。
主題歌のショートバージョンや作中MEなどを収録したCDを追加した、コンプリート盤も同時発売。
「フェイト/タイガーころしあむ アッパー オリジナル サウンドトラック」（2008年9月26日発売）
『フェイト/タイガーころしあむ アッパー』のサウンドトラック。
「Try Real!」（2008年10月28日発売）
『フェイトタイガーころしあむ アッパー』の主題歌シングル。歌は榊原ゆい。